# Vasilica Ghiță Ene
Vasilica Ghiță Ene (n. 11 septembrie 1954, Făcăeni, județul Ialomița, este poetă, jurnalistă și folcloristă.

## Opera poetică
Cunoscută pentru emisiunile sale radiofonice dedicate satului românesc, Vasilica Ghiță Ene devine celebră și ca poetă, fiind chiar supranumită Poeta Bărăganului în urma publicării volumui: Deșteapta Familiei. Prefață: George Grigore; Postfață: Floarea Calotă. București: Editura Kriterion.